# Pokémon : Lucario et le Mystère de Mew
Lucario et le Mystère de Mew connu sous le nom de Pocket Monsters Advanced Generation the Movie: Mew and the Wave Hero (劇場版ポケットモンスターアドバンスジェネレーション ミュウと波導の勇者　ルカリオ, Gekijōban Poketto Monsutā Adobansu Jenerēshon Myū to Hadō no Yūsha Rukario) au Japon  est un long métrage d'animation Pokémon.